# Света Луција на Светском првенству у атлетици на отвореном 2023.
Света Луција је учествовала на 19. Светском првенству у атлетици на отвореном 2023. одржаном у Будимпешти од 19. до 27. августа деветнаести пут, односно, учествовала је на свим првенствима до данас. Репрезентацију Свете Луције представљала су 2 такмичара (1 мушкарац и 1 жена) који су се такмичили у 3 дисциплине (1 мушка и 2 женске).,.
На овом првенству такмичари Свете Луције нису освојили ниједну медаљу нити остварила неки резултат.У табели успешности према броју и пласману такмичара који су учествовали у финалним такмичењима (првих 8 такмичара) Света Луција је са 2 учесника у финалу делила 42. место са 9 бодова.
| Плас. | Земља        | 1. место | 2. место | 3. место | 4. место | 5. место | 6. место | 7. место | 8. место | Бр. финал. | Бод. |
| ----- | ------------ | -------- | -------- | -------- | -------- | -------- | -------- | -------- | -------- | ---------- | ---- |
| =42.  | Света Луција | 0        | 0        | 0        | 1        | 1        | 0        | 0        | 0        | 2          | 9    |

## Учесници
| Мушкарци: - Мајкл Џозеф — 400 м | Жене: - Џулијан Алфред — 100 м, 200 м |

## Резултати

### Мушкарци
| Атлетичар   | Дисциплина | Лични рекорд | Квалификације | Квалификације | Полуфинале | Полуфинале | Финале               | Финале       | Детаљи |
| Атлетичар   | Дисциплина | Лични рекорд | Резултат      | Место         | Резултат   | Место      | Резултат             | Место        | Детаљи |
| ----------- | ---------- | ------------ | ------------- | ------------- | ---------- | ---------- | -------------------- | ------------ | ------ |
| Мајкл Џозеф | 400 м      | 44,77        | 45,04 кв      | 5. у гр. 1    | 45,50      | 7. у гр. 1 | Није се квалификовао | 17 / 41 (45) |        |

### Жене
| Атлетичарка    | Дисциплина | Лични рекорд | Квалификације  | Квалификације | Полуфинале | Полуфинале | Финале   | Финале      | Детаљи |
| Атлетичарка    | Дисциплина | Лични рекорд | Резултат       | Место         | Резултат   | Место      | Резултат | Место       | Детаљи |
| -------------- | ---------- | ------------ | -------------- | ------------- | ---------- | ---------- | -------- | ----------- | ------ |
| Џулијан Алфред | 100 м      | 10,81 НР     | 10,99 КВ       | 1. у гр. 1    | 10,92 КВ   | 1. у гр. 3 | 10,93    | 5 / 54 (56) |        |
| Џулијан Алфред | 200 м      | 21,91 НР     | 22,31(.309) КВ | 1. у гр. 4    | 22,17 КВ   | 1. у гр. 2 | 22,05    | 4 / 44 (45) |        |